# El Sui
El Sui és una muntanya de 1.319 metres que es troba entre els municipis de Montseny i Tagamanent, a la comarca del Vallès Oriental.
Aquest cim està inclòs a la llista dels 100 cims de la FEEC.